# Endosamara racemosa
Endosamara racemosa är en ärtväxtart som först beskrevs av William Roxburgh, och fick sitt nu gällande namn av R.Geesink. Endosamara racemosa ingår i släktet Endosamara och familjen ärtväxter. Inga underarter finns listade i Catalogue of Life.